# Кочина (село)
Кочина (на гръцки: Κότινο, Котино, на катаревуса Κότινον, Котинон) е село в Западна Тракия, Гърция в дем Мустафчово.

## География
Селото се намира на южните склонове на Родопите.

## История
Към 1942 година в село Кочина живеят 132 души, всички помаци.